# Собесенкі-Треті
Собесенкі-Треті (пол. Sobiesęki Trzecie) — село в Польщі, у гміні Щитники Каліського повіту Великопольського воєводства.
Населення — 239 осіб (2011).
У 1975-1998 роках село належало до Каліського воєводства.

## Демографія
Демографічна структура станом на 31 березня 2011 року:
|          | Загалом | Допрацездатний вік | Працездатний вік | Постпрацездатний вік |
| -------- | ------- | ------------------ | ---------------- | -------------------- |
| Чоловіки | 120     | 29                 | 73               | 18                   |
| Жінки    | 119     | 21                 | 70               | 28                   |
| Разом    | 239     | 50                 | 143              | 46                   |